# Vineta Krūmiņa
Vineta Krūmiņa (* 15. Mai 2003) ist eine lettische Leichtathletin, die sich auf den Diskuswurf spezialisiert hat.

## Sportliche Laufbahn
Erste internationale Erfahrungen sammelte Vineta Krūmiņa im Jahr 2022, als sie bei den U20-Weltmeisterschaften in Cali mit 13,09 m im Kugelstoßen sowie mit 38,25 m im Diskuswurf jeweils in der Qualifikationsrunde ausschied. Im Jahr darauf wurde sie bei der 2. Liga der Team-Europameisterschaft im Rahmen der Europaspiele in Chorzów mit 41,39 m 15. im Diskuswurf und anschließend verpasste sie bei den U23-Europameisterschaften in Espoo mit 47,29 m den Finaleinzug. 2025 wurde sie bei der 2. Liga der Team-Europameisterschaft in Maribor mit 51,22 m Sechste, ehe sie bei den U23-Europameisterschaften in Bergen keinen gültigen Versuch zustande brachte.
2022 wurde Krūmiņa lettische Meisterin im Diskuswurf und 2025 wurde sie Hallenmeisterin im Kugelstoßen.

## Persönliche Bestleistungen
- Kugelstoßen: 14,55 m, 21. Mai 2022 in Ogre
- Diskuswurf: 51,22 m, 28. Juni 2025 in Maribor